# 이춘규
이춘규(李春揆, 1989년 3월 27일 ~ )는 대한민국의 바둑 기사이다.

## 약력
2007년 111회 입단대회를 통해 입단하였으며 2013년 2월에 5단으로 승단하였다. 2016년 12월, 6단으로 승단했다. 2019년 7단을 거쳐 2023년에 8단으로 승단했다.